# Gardienii destinului
„I-au furat viitorul. Acum și-l vrea înapoi”
Gardienii destinului (titlu original The Adjustment Bureau) este un film SF din 2011 regizat și scris de George Nolfi. Este bazat pe povestirea Adjustment Team scrisă de Philip K. Dick în 1954. 

## Prezentare
Filmul pornește de la întrebarea dacă ne putem controla destinul sau există forțe nevăzute care să ne manipuleze? Un om vede care va fi viața viitoare planificată pentru el și își dă seama că dorește altceva. Pentru a obține acest lucru, el trebuie să o urmărească peste, sub și pe străzile New York-ului de astăzi pe singura femeie pe care a iubit-o. Fiind la un pas de a câștiga un loc în Senatul Statelor Unite, ambițiosul politician David Norris (Matt Damon) se întâlnește cu frumoasa dansatoare de balet contemporan Elise Sellas (Emily Blunt) - o femeie cum n-a mai întâlnit niciodată. Dar, în timp ce își dă seama că se îndrăgostește de ea, misterioși oameni conspiră pentru a-i ține la distanță pe unul față de celălalt. David află că împotriva sa s-au pus în mișcare agenții Destinului - oamenii de la Biroul de Ajustare - care vor face tot ce stă în puterea lor (deloc neglijentă) pentru a preveni ca David și Elise să fie împreună. În fața acestei forțe copleșitoare, David trebuie să se resemneze și să accepte o viață predestinată... sau să riște totul pentru a sfida destinul și să fie împreună cu Elise.

## Actori
- Matt Damon este David Norris
- Emily Blunt este Elise Sellas
- Anthony Mackie este Harry Mitchell
- John Slattery este Richardson
- Michael Kelly este Charlie Traynor
- Terence Stamp este Thompson
- Donnie Keshawarz este Donaldson
- Anthony Ruivivar este McCrady
- David Bishins este Burdensky
- Jennifer Ehle - cameo, este barmanul
- Jessica Lee Keller este Lauren, cea mai bună prietenă a lui Elise

Jon Stewart, Dan Bazile, Chuck Scarborough, James Carville, Mary Matalin, Betty Liu, Jesse Jackson, Wolf Blitzer și primarul New Yorkului Michael Bloomberg au avut cu toții scurte apariții în propriile roluri.